# 장산군
장산군(獐山郡)은 후신라 시기 지금의 경산시와 대구광역시 동구 일대에 존재했던 경산시의 원형이 되는 행정구역이다. 속현으로는 지금의 대구광역시 동구 일대에 있었던 해안현(解顔縣), 지금의 경산시 진량읍에 소재했던 여량현(餘糧縣), 지금의 경산시 자인면에 있었던 자인현(慈仁縣)이 있었다.

## 고적
- 팔공산

신라 대에 중사를 지냈던 곳으로 신라오악 중 중악(中嶽)에 해당한다. 당시 이름으로는 부악(父嶽)이라 불렸으며 고려 태조가 공산 동수 전투에서 견훤에게 대패한 곳으로도 유명하다. 팔공산은 대구 동구와 경산시에 걸쳐 있는 산인데 당시에는 대구 동구가 장산군의 소속이었으므로 팔공산은 신라 시대에 전적으로 장산군의 소속이었다. 삼국사기에도 팔공산이 장산군의 전칭(前稱)인 압독군의 소속이라고 나와 있다.